# 北城街道 (原平市)
北城街道，是中华人民共和国山西省忻州市原平市下辖的一个乡镇级行政单位。2021年5月，调整北城街道的行政区域。以原北城街道的京原路、永康路、城西、平安大街4个社区居委会，原新原乡的班村村委会，解村乡的尚家庄村村委会，西镇乡的沙晃、文殊庄2个村委会和西镇新区为北城街道行政区域。原北城街道的永兴社区居委会为新原街道的行政区域，原北城街道的沙河桥社区居委会划为吉祥街道的行政区域。

## 行政区划
北城街道下辖以下地区：
城西社区、永康路社区、京原路社区、永兴路社区和平安大街社区。